# IRobot
iRobot je americká společnost zabývající se robotikou. Společnost založili v roce 1990 Colin Angle, Helen Greiner a Rodney Brooks. Produkty společnosti iRobot byly použity při záchranných operacích, válečných konfliktech a průzkumných akcích. U veřejnosti se společnost stala známou především svými domácími roboty: robotickým vysavačem Roomba, robotickým vytíračem Scooba a robotickým mopem Braava.
V prvním roce existence firmy vznikl Genghis, vesmírný průzkumný robot a zároveň vývojová platforma. V roce 1996 se rodina iRobotů rozrostla o model Ariel, který sloužil k průzkumu pobřeží a odhalování min. V roce 1998 společnost iRobot vyhrála kontrakt agentury DARPA na vývoj a výrobu taktických mobilních robotů s robotem PackBot. Právě tohoto robota nasadila americká vláda během záchranných prací po teroristických útocích na Světové obchodní centrum v roce 2001.
V roce 2002 přišel na svět robotický vysavač Roomba; v témže roce PackBota zařadila do svého standardního vybavení americká armáda. O tři roky později iRobot doplnil rodinu domácích robotů o vytírač Scooba a dál pracoval na vývoji profesionálních robotů. V roce 2011 uvedl iRobot na trh novou generaci robotických vysavačů Roomba série 700. V roce 2013 byl představen robotický mop Braava. V roce 2022, 5. srpna, uzavřely společnosti iRobot a Amazon smlouvu o fúzi , podle které Amazon získá iRobot.